# Strumivka, Luțk
Strumivka (în ucraineană Струмівка) este un sat în comuna Pidhaiți din raionul Luțk, regiunea Volînia, Ucraina.

## Demografie
Componența lingvistică a localității Strumivka
     Ucraineană (97,92%)
     Rusă (2,08%)
Conform recensământului din 2001, majoritatea populației localității Strumivka era vorbitoare de ucraineană (97,92%), existând în minoritate și vorbitori de rusă (2,08%).